# Червоне (Шосткинський район)
Червоне́ — село в Україні, у Зноб-Новгородській селищній громаді Шосткинського району Сумської області. Населення становить 34 осіб. До 2016 орган місцевого самоврядування — Кренидівська сільська рада.

## Географія
Село Червоне знаходиться за 4 км від лівого берега річки Десна. На відстані 2 км розташовані села Василівське і Кренидівка. Між річкою і селом знаходиться лісовий масив (сосна).

## Назва
За час свого існування Червоне неодноразово змінювало свою назву і в списках населених місць Чернігівської губернії і в інших джерелах називалося по-різному: хутір Напраснівка, хутір Червоний (Напраснівка), хутір Червоний, хутір Шабловський, селище Червоний.

## Символіка

Родинний герб Заблоцьких-Десятовських

У червоному полі підкова, що супроводжується всередині золотим кавалерським хрестом над яким знаходиться стріла (Бялиня). Герб села  повторює родинний герб Заблоцьких-Десятовських тільки на червоному а не блакитному полі. Червоний колір символізує сучасну назву села.

## Історія
Точний час заснування села невідомий. Перша згадка про нього припадає на початок XIX століття і пов'язана з ім'ям Парфена Миколайовича Заблоцького-Десятовского (7.02.1777 - 28.06.1838), батька відомих уродженців Чернігівської губернії: А.П. Заблоцького-Десятовского, П.П. Заблоцького-Десятовского і М.П. Заблоцького-Десятовского.
Парфен Миколайович Заблоцький-Десятовський був одним з перших власників Напраснівки. Він народився в збіднілій дворянській родині в селі Сопич Стародубського повіту Чернігівської губернії, закінчив Київську духовну академію, проте «у зв'язку з повним руйнуванням осиротілої сім'ї батьків» змушений був повернутися на батьківщину, стати на чолі сімейства і зайнятися сільським господарством.
Дуже скоро він зарекомендував себе як хороший агроном і на початку XIX століття був прийнятий на посаду управителя в маєток першого міністра народної освіти Росії графа Петра Васильовича Завадовського, який знаходилося в селі Мефодівка Новгород-Сіверського повіту.
Одночасно з призначенням на зазначену посаду він отримав у володіння хутір Напраснівку і разом зі своєю дружиною Феодосією Федорівною Евфимович (до 1792 - 6.03.1854) переїхав до нього на постійне проживання.
28 червня 1838 Парфен Миколайович помер. Кому дісталася Напраснівка після його смерті невідомо. Незадовго до скасування кріпосного права в ній з'явився новий власник і змінилась назва на Червоний хутір. 1859 року в Червоному хуторі значилося 7 дворів , у яких проживало 17 чоловіків і 21 жінка.
У пореформений час Червоний хутір знаходився у володінні статського радника Михайла Дмитровича Шабловського (1834 - після 1902), випускника Ніжинського ліцею князя Безбородька, який служив судовим слідчим Новгород - Сіверського повіту, мировим суддею третьої ділянки Новгород-Сіверського повіту, земським начальником третьої ділянки Новгород-Сіверського повіту і повітовим предводителем дворянства Новгород-Сіверського повіту (1892-1896).
У 1900 році він володів в Червоному хуторі 1916 десятинами землі, а в інших населених пунктах Новгород-Сіверського повіту 1914 десятинами землі, на яких вирощував тютюн, коноплю та інші сільськогосподарські культури, і займався їх переробленням. З 1871 року на його хуторі функціонував завод з виготовлення конопляної олії, на якому в 1884 році працювали 10 робітників і вироблялося близько 10000 пудів олії на рік; винокурний завод № 148, на якому в 1884 році працювали 8 робочих, а в 1886 році 10 робочих, 1 майстровий і 2 службовців, і невеликий цегельний завод, який виробляв в 1885-1887 рр. від 90 до 100 тисяч штук вогнетривких цеглин на рік.
Після смерті М.Д. Шабловського належали йому володіння в Червоному хуторі успадкували двоє його синів - Дмитро Михайлович (1880 - 25.12.1917) і Микола Михайлович (1886 - після 1917). За переказами, вони добре ставилися до місцевих селян, за подібною ціною здавали їм в оренду свої поля, луки і пасовища, що не штрафували їх ні за потрави сінокосів, ні за порубку лісу. Попри це, в ніч на Різдво Христове 1917 місцеві селяни прийшли до їх гуральні і зажадали віддати їм спирт. Дізнавшись про це, Дмитро Михайлович вийшов до них на вулицю і звернувся з такими словами: «Тепер все наше майно належить товариству селян і його, звичайно, потрібно взяти, але похозяйськи». У відповідь на це п'яні селяни вбили свого колишнього господаря, а самі вилізли на цистерну і почали красти спирт. При цьому двоє з них не втрималися на ногах, впали в цистерну і потонули.
Миколи Михайловича в цей день не було вдома, і він залишився живий. Після революції він працював спеціалістом в органах по меліорації земель Новгород-Сіверського повіту і проживав у Новгород-Сіверському.
Незабаром після революції селяни розділили між собою землі Шабловських, розібрали їхню худобу, інвентар, меблі та інше майно, спалили їх маєток, гуральню і інші будівлі, а маслоробний завод і млин зберегли і ще протягом декількох років використовували їх для виробництва борошна та масла.
12 червня 2020 року, відповідно до розпорядження Кабінету Міністрів України № 723-р «Про визначення адміністративних центрів та затвердження територій територіальних громад Сумської області», село увійшло до складу Зноб-Новгородської селищної громади.
19 липня 2020 року, в результаті адміністративно-територіальної реформи та ліквідації Середино-Будського району, село увійшло до складу новоутвореного Шосткинського району.